# Filip Hong Pil-ju
Filip Hong Pil-ju (ur. 1774, zm. 4 października 1801 w Seosomun) – koreański męczennik i błogosławiony Kościoła katolickiego.

## Życiorys
Filip Hong Pil-ju urodził się w szlacheckiej rodzinie, był pasierbem Kolumby Kang Wan-suk. Po wybuchu prześladowań 1791 roku przeniósł się wraz z babką i macochą do Seulu. W 1801 roku został aresztowany przez policję w czasie kolejnych prześladowań antykatolickich. W trakcie przesłuchania torturami próbowano go zmusić do wyjawienia miejsca pobytu Jakuba Zhou Wenmo. Został skazany na karę śmierci, którą wykonano przez ścięcie poza małą zachodnią bramą.
Beatyfikował go papież Franciszek w grupie 124 męczenników koreańskich 16 sierpnia 2014 roku.